# إي. بلاكبيرن مور
إي. بلاكبيرن مور (بالإنجليزية: E. Blackburn Moore)‏ هو سياسي أمريكي، ولد في 26 أبريل 1897 في واشنطن العاصمة في الولايات المتحدة، وتوفي في 22 يوليو 1980 في وينشستر في الولايات المتحدة. حزبياً، نشط في الحزب الديمقراطي.